# Skogstorp (Södermanland)
Skogstorp is een plaats in de gemeente Eskilstuna in het landschap Södermanland en de provincie Södermanlands län in Zweden. De plaats heeft 2803 inwoners (2005) en een oppervlakte van 265 hectare.

## Verkeer en vervoer
Bij de plaats lopen de Länsväg 214 en Länsväg 230.